# Daniel Sudick
Daniel A. Sudick, auch Dan Sudick, ist ein US-amerikanischer VFX Supervisor, der u. a. für die Filme Master and Commander – Bis ans Ende der Welt, Krieg der Welten, Iron Man, Iron Man 2, Avengers: Endgame je eine Oscarnominierung erhielt.

## Leben
1991 war er in dem Film Der Giftzwerg erstmals für die Spezialeffekte zuständig. In den darauffolgenden Jahren folgten Filme wie Kevin – Allein in New York, Jumanji und Verhandlungssache. Im Jahr 1999 war er in der Filmkomödie Lebenslänglich von Ted Demme erstmals als Spezialeffekt-Koordinator tätig. Diese Aufgabe hatte er auch 2002 für den Film Im Zeichen der Libelle und 2003 für Master and Commander – Bis ans Ende der Welt. Für die Leistung in diesem Film wurde er zusammen mit Stefen Fangmeier, Nathan McGuinness und Robert Stromberg für den Oscar für beste visuelle Effekte nominiert. Im selben Jahr war er in National Security das erste und bisher einzige Mal in einer Nebenrolle vor der Kamera zu sehen.
Die nächste Nominierung in der Kategorie Beste visuelle Effekte erhielt er 2006 zusammen mit Dennis Muren, Pablo Helman und Randy Dutra für Krieg der Welten, gefolgt von der Nominierung im Jahr 2009 für den Film Iron Man und 2011 für Iron Man 2. Trotz insgesamt neun weiterer Nominierungen für den Oscar konnte er den Preis bisher nicht gewinnen.

## Filmografie (Auswahl)
- 1991: Der Giftzwerg (Dutch)
- 1991: König der Fischer (The Fisher King)
- 1992: Kevin – Allein in New York (Home Alone 2: Lost in New York)
- 1992: Jagd auf einen Unsichtbaren (Memoirs of an Invisible Man)
- 1994: I.Q. – Liebe ist relativ (I.Q.)
- 1994: Wolf – Das Tier im Manne (Wolf)
- 1995: Jumanji
- 1996: Einsame Entscheidung (Executive Decision)
- 1996: The Birdcage – Ein Paradies für schrille Vögel (The Birdcage)
- 1997: Red Corner – Labyrinth ohne Ausweg (Red Corner)
- 1997: Switchback – Gnadenlose Flucht (Switchback)
- 1998: Verhandlungssache (The Negotiator)
- 1999: Body Shots
- 1999: Lebenslänglich (Life)
- 2000: Familie Klumps und der verrückte Professor (Nutty Professor II: The Klumps)
- 2000: Mission: Impossible II
- 2002: Im Zeichen der Libelle (Dragonfly)
- 2003: Die Geistervilla (The Haunted Mansion)
- 2003: Master and Commander – Bis ans Ende der Welt (Master and Commander: The Far Side of the World)
- 2003: National Security
- 2004: Final Call – Wenn er auflegt, muss sie sterben (Cellular)
- 2005: Serenity – Flucht in neue Welten (Serenity)
- 2005: Krieg der Welten (War of the Worlds)
- 2006: Mission: Impossible III
- 2007: Evan Allmächtig (Evan Almighty)
- 2008: Indiana Jones und das Königreich des Kristallschädels (Indiana Jones and the Kingdom of the Crystal Skull)
- 2008: Iron Man
- 2009: G.I. Joe – Geheimauftrag Cobra (G.I. Joe: The Rise of Cobra)
- 2009: All Inclusive (Couples Retreat)
- 2010: Iron Man 2
- 2011: Cowboys & Aliens
- 2011: Thor
- 2012: Marvel One-Shot: Item 47 (Kurzfilm)
- 2012: Marvel’s The Avengers (The Avengers)
- 2013: Iron Man 3
- 2013: Marvel One-Shot: Agent Carter (Kurzfilm)
- 2014: The Return of the First Avenger (Captain America: The Winter Soldier)
- 2018: Ant-Man and the Wasp
- 2018: Bad Times at the El Royale
- 2019: Captain Marvel
- 2019: Avengers: Endgame
- 2020: A Quiet Place 2 (A Quiet Place: Part II)
- 2021: WandaVision (Fernsehserie)
- 2021: The Falcon and the Winter Soldier (Fernsehserie)
- 2021: The Suicide Squad
- 2021: Free Guy
- 2021: Spider-Man: No Way Home
- 2022: Black Panther: Wakanda Forever